# Verwaltungspalast (Satu Mare)
Der Verwaltungspalast (rumänisch Palatul administrativ) ist das zentrale Gebäude im Stadtviertel Centrul Nou („Neues Zentrum“) in Satu Mare, Rumänien. Mit 97 m ist es das höchste Gebäude in Siebenbürgen und das vierthöchste landesweit. Es ist ein Beispiel für Architektur des Brutalismus.
Neben dem Hauptturm trägt das Gebäude drei kleinere Türme, welche die drei ethnischen Gruppen im Kreis Satu Mare symbolisieren: Rumänen, Deutsche und Ungarn.